# 天宫院街道
天宫院街道是中国北京市大兴区下辖的一个街道，辖境原为北臧村镇的一部分。2009年7月31日天宫院街道与观音寺街道揭牌成立。

## 得名
天宫院街道以天宫院村命名。据《宛署杂记》，天宫院位于在宛平县城南六十华里处，本名史家庄，由于金章宗驾幸该村打围举膳，避讳“史”字，取意“天子用膳之地”改名天宫院。

## 行政区划
天宫院街道下辖7个社区居委会：
海子角社区居委会、天堂河社区居委会、海子角东里社区居委会、海子角南里社区居委会、海子角西里社区居委会、部队社区居委会、矿林庄社区居委会 。